# Берсенев, Иван Архипович
Ива́н Архи́пович Берсе́нев (1762, Екатеринбург —1789, Париж) — русский гравёр резцом на меди. Ученик французского гравёра Ш.-К. Бервика в Париже и А. Я. Радига в Санкт-Петербурге. Мастер репродукционной гравюры. Специализировался в области портрета. Многие гравюры Берсенева, выполненные по рисункам и академическим этюдам натурщиков русских художников, использовались в качестве оригиналов для копирования в старших гравировальных классах Императорской Академии художеств в Санкт-Петербурге.

## Биография
Уроженец Екатеринбурга, И. А. Берсенев был сыном «заводского солдата». Узнав о способностях юноши к гравированию, президент Императорской Академии художеств И. И. Бецкой, вытребовал Берсенева в Санкт-Петербург. В Академии художеств Иван Берсенев учился в 1779—1785 годах, быстро прошёл все рисовальные классы и, под руководством С. Ф. Иванова начал изучать гравирование на меди. Он скопировал гравюру Г. Эделинка «Моисей» (по картине Ф. де Шампаня).

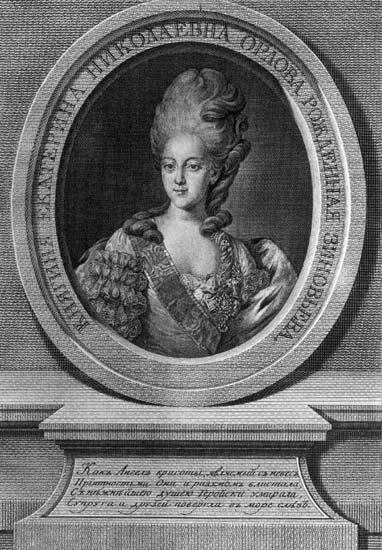
Екатерина Николаевна Орлова
Гравюра резцом по картине Ф. С. Рокотова

3 сентября 1782 года, будучи учеником 5-го возраста, И. А. Берсенев за рисунок и лепку получил первую серебряную медаль, а 17 июня 1785 года — первую золотую медаль за гравюру «Святая Мария Магдалина» (по картине А. Ван дер Верфа). 
Назначенный пансионером, Берсенев был послан за границу, в Париж, где с 1788 года учился гравированию у знаменитого Шарля-Клемана Бервика. Он награвировал для галереи  герцога Филиппa Орлеанского три листа.
В петербургской Академии Берсенев стал руководить гравировальным классом, выполнил, кроме «Моисея», ещё де гравюры: по картине Рафаэля «Преображение» и  А. П. Лосенко «Апостол Андрей». В эти же годы Берсенев награвировал портрет княгини Евгении Николаевны Орловой (урожденной Зиновьевой), супруги князя Григория Григорьевича Орлова. 
Чрезмерное напряжение в работе подорвало здоровье Ивана Архиповича Берсенева, и, 5 января 1789 года, он умер от чахотки в Париже, на руках у скульптора Козловский, Михаил Иванович М. И. Козловского, который так извещал Академию о его смерти: «а как в рассуждении продолжительной его болезни не осталось чем и похоронить его, то и принужден я был все расходы заплатить своими деньгами суммою 626 ливров». «Знаменитый гравер Тардье показывал Иордану висевшую у него под стеклом гравюру Берсенева: «Дьявол искушает Спасителя», — замечая, что это был бы великий гравёр. Француз Кошен тоже хвалил эту гравюру, но хвалил за отличный рисунок, резец же, по его мнению, слишком груб». 
На медали, выбитой по поводу празднования 100-летнего юбилея Академии художеств, начертано имя Берсенева, как знаменитого представителя искусства русской гравюры. 
Сохранилось одиннадцать работ Берсенева, среди которых портреты, религиозные композиции и репродукционные гравюры. Наиболее известны: портреты княгини Орловой, графини Н. М. Строгановой, Моисей со скрижалями, дьявол искушает Спасителя (по оригиналу Тициана), Святой Иоанн Евангелист, Святой Иероним, Преображение Иисуса Христа и другие.